# Щербаки (Харьковская область)
Щербаки (укр. Щербаки), село, 
Дмитровский сельский совет,
Богодуховский район,
Харьковская область.
Код КОАТУУ — 6320882007. Население по переписи 2001 г. составляет 79 (32/47 м/ж) человек.

## Географическое положение
Село Щербаки находится в 2-х км от реки Рябинка (левый берег).
В 2-х км на север располагается село Дмитровка.
Возле села небольшой лесной массив.
Рядом проходит автомобильная дорога Р-46.

## История
- 1710 — дата основания.

## Объекты социальной сферы
- Фельдшерско-акушерский пункт.